# 青沼郁夫
青沼 郁夫（あおぬま いくお、1956年1月18日 - ）は、NHKの元チーフアナウンサー。

## 人物
東京都出身。東京都立立川高等学校・慶應義塾大学法学部政治学科卒業後、1979年入局。
1985年の九州場所から大相撲中継を担当。

## 現在の出演番組・業務
- 職員研修
- ラジオニュース
- NHK手話ニュース（ニュースリーダー、随時）

## 過去の出演番組
- FMリクエストアワー（徳島局）
- 630とくしま
- イブニングネットワークかごしま
- 大相撲中継他スポーツ中継
- 大相撲・幕内の全取組（案内役）
- ラジオ文芸館
- 名曲リサイタル